# Torneo Finalización 2012 (Colombia)
El Torneo Finalización 2012 fue la septuagésima sexta (76a.) edición de la Categoría Primera A de fútbol profesional colombiano, siendo el segundo torneo de la temporada 2012. Comenzó a disputarse el 29 de julio y finalizó el 16 de diciembre de 2012.
Millonarios consiguió su décimo cuarto título luego de 24 años, otorgándole el honor de ser el equipo con más palmarés hasta el torneo de 2015-II.
La Temporada 2012 fue la primera en que dos equipos bogotanos ganan el torneo el mismo año y acabando una larga sequía de títulos donde le fue esquivo a Santa Fe en 1979 y 2005-I al caer 2-0 a manos de Atlético Nacional, Millonarios también le fueron esquivos los títulos en 1994 y 1996. Después de 37 años Santa Fe gana el Apertura y Millonarios acabó una sequía de 24 años sin gritar campeón, quedando campeón del Finalización ganando su estrella 14 después de igualar el partido de vuelta 1-1 en una dramática definición por penales Millonarios derrotó 5-4 al Independiente Medellín en el Estadio El Campín de Bogotá.

## Sistema de juego
En la primera etapa se jugarán 18 fechas bajo el sistema de todos contra todos, al término de los cuales los ocho primeros clasificados avanzan a los cuadrangulares semifinales. Allí los ocho equipos se dividen en dos grupos definidos por sorteo. Los ganadores de cada grupo se enfrentan en diciembre para decidir al campeón del torneo, que obtendrá el segundo título del año y un cupo en la fase de grupos de la Copa Libertadores 2013.

## Datos de los clubes
| Equipo                 | Entrenador             | Departamento       | Ciudad       | Estadio                                    | Aforo        |
| ---------------------- | ---------------------- | ------------------ | ------------ | ------------------------------------------ | ------------ |
| Atlético Huila         | Álvaro de Jesús Gómez  | Huila              | Neiva        | Guillermo Plazas Alcid                     | 27.000       |
| Atlético Nacional      | Juan Carlos Osorio     | Antioquia          | Medellín     | Atanasio Girardot                          | 45.943       |
| Boyacá Chicó           | Alberto Gamero         | Boyacá             | Tunja        | De La Independencia                        | 20.000       |
| Cúcuta Deportivo       | Einar Angulo (E)       | Norte de Santander | Yopal Cúcuta | Santiago de las Atalayas General Santander | 9.000 46.500 |
| Deportes Quindío       | Fernando Castro        | Quindío            | Armenia      | Centenario                                 | 20.716       |
| Deportes Tolima        | Carlos Castro          | Tolima             | Ibagué       | Manuel Murillo Toro                        | 31.000       |
| Deportivo Cali         | Héctor Cárdenas (E)    | Valle del Cauca    | Cali         | Olímpico Pascual Guerrero                  | 33.130       |
| Deportivo Pasto        | Flabio Torres          | Nariño             | Pasto        | Departamental Libertad                     | 27.380       |
| Envigado F. C.         | Pedro Sarmiento        | Antioquia          | Envigado     | Polideportivo Sur                          | 14.000       |
| Independiente Medellín | Hernán Darío Gómez     | Antioquia          | Medellín     | Atanasio Girardot                          | 45.943       |
| Itagüí Ditaires        | Leonel Álvarez         | Antioquia          | Itagüí       | Metropolitano Ciudad de Itagüí             | 12.000       |
| Junior                 | José Eugenio Hernández | Atlántico          | Barranquilla | Metropolitano Roberto Meléndez             | 46.788       |
| La Equidad             | Alexis García          | Bogotá, D. C.      | Bogotá       | Metropolitano de Techo                     | 7.800        |
| Millonarios            | Hernán Torres          | Bogotá, D. C.      | Bogotá       | Nemesio Camacho El Campín                  | 36.343       |
| Once Caldas            | Ángel Guillermo Hoyos  | Caldas             | Manizales    | Palogrande                                 | 28.678       |
| Patriotas              | Eduardo Julián Retat   | Boyacá             | Tunja        | De La Independencia                        | 20.000       |
| Real Cartagena         | Hubert Bodhert         | Bolívar            | Cartagena    | Olímpico Jaime Morón León                  | 16.068       |
| Santa Fe               | Wilson Gutiérrez       | Bogotá, D. C.      | Bogotá       | Nemesio Camacho El Campín                  | 36.343       |

## Cambios de entrenadores

### Pretemporada
| Club            | Entrenador saliente | Fecha de salida     | Reemplazado por       | Fecha de llegada   |
| --------------- | ------------------- | ------------------- | --------------------- | ------------------ |
| Itagüí Ditaires | Hernán Torres       | 8 de julio de 2012  | Leonel Álvarez        | 9 de julio de 2012 |
| Once Caldas     | Eduardo Cruz (E)    | 30 de junio de 2012 | Ángel Guillermo Hoyos | 9 de julio de 2012 |
| Millonarios     | Richard Páez        | 30 de junio de 2012 | Hernán Torres         | 9 de julio de 2012 |

### Temporada
| Club             | Entrenador saliente     | Fecha de salida          | Reemplazado por       | Fecha de llegada         |
| ---------------- | ----------------------- | ------------------------ | --------------------- | ------------------------ |
| Real Cartagena   | Germán González García  | 27 de agosto de 2012     | Hubert Bodhert        | 28 de agosto de 2012     |
| Deportes Tolima  | Jorge Luis Bernal       | 26 de agosto de 2012     | Carlos Castro         | 26 de agosto de 2012     |
| Atlético Huila   | Néstor Otero            | 11 de septiembre de 2012 | Álvaro de Jesús Gómez | 11 de septiembre de 2012 |
| Patriotas        | Miguel Augusto Prince   | 5 de octubre de 2012     | Eduardo Julián Retat  | 5 de octubre de 2012     |
| Deportivo Cali   | Julio Avelino Comesaña  | 8 de octubre de 2012     | Héctor Cárdenas (E)   | 9 de octubre de 2012     |
| Cúcuta Deportivo | Oscar Héctor Quintabani | 3 de noviembre de 2012   | Einar Angulo (E)      | 3 de noviembre de 2012   |

## Todos contra todos

### Clasificación
| Pos. | Equipos                | PJ | PG | PE | PP | GF | GC | Dif. | Pts. |
| ---- | ---------------------- | -- | -- | -- | -- | -- | -- | ---- | ---- |
| 1.   | Millonarios            | 18 | 11 | 4  | 3  | 25 | 9  | 16   | 37   |
| 2.   | La Equidad             | 18 | 9  | 6  | 3  | 26 | 17 | 9    | 33   |
| 3.   | Atlético Junior        | 18 | 8  | 8  | 2  | 27 | 15 | 12   | 32   |
| 4.   | Itagüí Ditaires        | 18 | 8  | 8  | 2  | 23 | 12 | 11   | 32   |
| 5.   | Atlético Nacional      | 18 | 7  | 9  | 2  | 25 | 14 | 11   | 30   |
| 6.   | Deportes Tolima        | 18 | 8  | 5  | 5  | 26 | 20 | 6    | 29   |
| 7.   | Independiente Medellín | 18 | 7  | 5  | 6  | 23 | 18 | 5    | 26   |
| 8.   | Deportivo Pasto        | 18 | 7  | 4  | 7  | 22 | 20 | 2    | 25   |
| 9.   | Cúcuta Deportivo       | 18 | 6  | 6  | 6  | 22 | 22 | 0    | 24   |
| 10.  | Independiente Santa Fe | 18 | 6  | 5  | 7  | 18 | 22 | -4   | 23   |
| 11.  | Deportivo Cali         | 18 | 6  | 4  | 8  | 21 | 22 | -1   | 22   |
| 12.  | Boyacá Chicó           | 18 | 5  | 7  | 6  | 19 | 22 | -3   | 22   |
| 13.  | Deportes Quindío       | 18 | 6  | 4  | 8  | 20 | 25 | -5   | 22   |
| 14.  | Envigado F. C.         | 18 | 5  | 6  | 7  | 15 | 18 | -3   | 21   |
| 15.  | Once Caldas            | 18 | 6  | 1  | 11 | 19 | 27 | -8   | 19   |
| 16.  | Patriotas              | 18 | 4  | 5  | 9  | 17 | 28 | -11  | 17   |
| 17.  | Real Cartagena         | 18 | 3  | 3  | 12 | 15 | 33 | -18  | 12   |
| 18.  | Atlético Huila         | 18 | 2  | 6  | 10 | 12 | 31 | -19  | 12   |

|  |                                                                 |
|  | Clasificados a cuadrangulares semifinales.                      |
|  | Eliminados.                                                     |
|  | Descendido a la Primera B como último en la tabla de promedios. |

#### Evolución de las posiciones
| Equipo                 | Jornada | Jornada | Jornada | Jornada | Jornada | Jornada | Jornada | Jornada | Jornada | Jornada | Jornada | Jornada | Jornada | Jornada | Jornada | Jornada | Jornada | Jornada |
| Equipo                 | 1       | 2       | 3       | 4       | 5       | 6       | 7       | 8       | 9       | 10      | 11      | 12      | 13      | 14      | 15      | 16      | 17      | 18      |
| ---------------------- | ------- | ------- | ------- | ------- | ------- | ------- | ------- | ------- | ------- | ------- | ------- | ------- | ------- | ------- | ------- | ------- | ------- | ------- |
| Millonarios            | 3       | 1       | 1       | 1       | 1       | 1       | 1       | 1       | 1       | 1       | 1       | 1       | 1       | 1       | 1       | 1       | 1       | 1       |
| La Equidad             | 18      | 15      | 16      | 12      | 11      | 12      | 12      | 10      | 8       | 9       | 6       | 5       | 4       | 4       | 4       | 3       | 2       | 2       |
| Junior                 | 10      | 6       | 4       | 4       | 2       | 2       | 2       | 2       | 2       | 2       | 3       | 2       | 2       | 3       | 3       | 2       | 3       | 3       |
| Itagüí F.C.            | 1       | 3       | 3       | 6       | 3       | 3       | 5       | 4       | 3       | 3       | 2       | 3       | 2       | 2       | 2       | 4       | 4       | 4       |
| Atlético Nacional      | 15      | 14      | 14      | 15      | 12      | 10      | 8       | 9       | 11      | 7       | 4       | 4       | 5       | 5       | 5       | 6       | 6       | 5       |
| Deportes Tolima        | 6       | 9       | 9       | 11      | 13      | 14      | 14      | 6       | 7       | 10      | 10      | 10      | 11      | 8       | 6       | 5       | 5       | 6       |
| Independiente Medellín | 8       | 11      | 6       | 7       | 7       | 4       | 7       | 5       | 6       | 4       | 5       | 8       | 9       | 9       | 10      | 11      | 8       | 7       |
| Deportivo Pasto        | 14      | 7       | 11      | 8       | 9       | 11      | 9       | 12      | 10      | 11      | 13      | 12      | 10      | 11      | 11      | 7       | 9       | 8       |
| Cúcuta Deportivo       | 6       | 5       | 2       | 3       | 5       | 8       | 3       | 3       | 5       | 8       | 8       | 6       | 7       | 10      | 9       | 10      | 7       | 9       |
| Santa Fe               | 17      | 12      | 13      | 13      | 14      | 13      | 13      | 11      | 12      | 13      | 14      | 15      | 15      | 14      | 15      | 12      | 13      | 10      |
| Deportivo Cali         | 2       | 8       | 5       | 5       | 10      | 9       | 11      | 14      | 15      | 14      | 12      | 13      | 14      | 15      | 13      | 14      | 12      | 11      |
| Boyacá Chicó           | 3       | 4       | 8       | 9       | 6       | 5       | 6       | 8       | 9       | 5       | 7       | 9       | 6       | 7       | 8       | 8       | 10      | 12      |
| Deportes Quindío       | 9       | 16      | 10      | 10      | 8       | 6       | 4       | 7       | 4       | 6       | 9       | 7       | 8       | 6       | 7       | 9       | 11      | 13      |
| Envigado F. C.         | 12      | 10      | 12      | 16      | 16      | 16      | 15      | 15      | 14      | 16      | 17      | 14      | 13      | 12      | 14      | 15      | 15      | 14      |
| Once Caldas            | 5       | 2       | 7       | 2       | 4       | 7       | 10      | 13      | 12      | 13      | 11      | 11      | 12      | 13      | 12      | 13      | 14      | 15      |
| Patriotas              | 11      | 13      | 15      | 17      | 15      | 15      | 16      | 17      | 17      | 15      | 16      | 17      | 16      | 16      | 16      | 16      | 16      | 16      |
| Real Cartagena         | 13      | 17      | 18      | 14      | 18      | 17      | 17      | 18      | 18      | 18      | 18      | 18      | 18      | 18      | 17      | 17      | 17      | 17      |
| Atlético Huila         | 16      | 18      | 17      | 18      | 17      | 18      | 18      | 16      | 16      | 17      | 15      | 16      | 17      | 17      | 18      | 18      | 18      | 18      |

### Resultados
- La hora de cada encuentro corresponde al huso horario que rige a Colombia (UTC-5)

Nota: Los horarios y partidos de televisión se definen la semana previa a cada jornada. El canal FPC es el medio de difusión por televisión paga en DirecTV, SuperCable y los canales comunitarios de ComuTV autorizados por la Dimayor.
| Tolima         | 2 : 1 | Patriotas   | Manuel Murillo Toro      | 27 de julio | 20:30 | FPC |
| Cúcuta         | 2 : 1 | Envigado    | Santiago de las Atalayas | 28 de julio | 15:30 | FPC |
| Real Cartagena | 1 : 2 | Once Caldas | Jaime Morón León         | 28 de julio | 17:45 | FPC |
| Cali           | 3 : 1 | Nacional    | Pascual Guerrero         | 28 de julio | 18:00 | RCN |
| Medellín       | 1 : 0 | Pasto       | Atanasio Girardot        | 28 de julio | 20:00 | FPC |
| Boyacá Chicó   | 2 : 0 | Huila       | La Independencia         | 29 de julio | 13:00 | FPC |
| Itagüí         | 3 : 0 | La Equidad  | Ciudad de Itagüí         | 29 de julio | 15:00 | FPC |
| Quindío        | 0 : 0 | Junior      | Centenario               | 29 de julio | 17:00 | RCN |
| Millonarios    | 2 : 0 | Santa Fe    | El Campín                | 29 de julio | 17:00 | FPC |

| Pasto       | 3 : 0 | Quindío        | Libertad               | 3 de agosto | 20:45 | FPC |
| Patriotas   | 1 : 1 | Cúcuta         | La Independencia       | 4 de agosto | 15:00 | FPC |
| Junior      | 1 : 0 | Real Cartagena | Metropolitano          | 4 de agosto | 15:15 | FPC |
| Once Caldas | 1 : 0 | Cali           | Palogrande             | 4 de agosto | 15:15 | RCN |
| Envigado    | 1 : 0 | Medellín       | Polideportivo Sur      | 4 de agosto | 20:15 | FPC |
| Huila       | 0 : 4 | Millonarios    | Guillermo Plazas Alcid | 5 de agosto | 15:15 | FPC |
| Santa Fe    | 2 : 1 | Tolima         | El Campín              | 5 de agosto | 17:00 | RCN |
| La Equidad  | 1 : 1 | Boyacá Chicó   | Metropolitano de Techo | 5 de agosto | 17:30 | FPC |
| Nacional    | 1 : 1 | Itagüí         | Atanasio Girardot      | 5 de agosto | 19:45 | FPC |

| Quindío      | 1 : 0 | Envigado       | Centenario               | 10 de agosto | 21:30 | FPC |
| Itagüí       | 1 : 0 | Once Caldas    | Ciudad de Itagüí         | 11 de agosto | 15:15 | FPC |
| Tolima       | 1 : 1 | Huila          | Manuel Murillo Toro      | 11 de agosto | 18:00 | FPC |
| Millonarios  | 2 : 0 | La Equidad     | El Campín                | 11 de agosto | 18:00 | RCN |
| Junior       | 2 : 0 | Pasto          | Metropolitano            | 11 de agosto | 20:15 | FPC |
| Boyacá Chicó | 1 : 1 | Nacional       | La Independencia         | 12 de agosto | 14:30 | FPC |
| Cali         | 2 : 0 | Real Cartagena | Pascual Guerrero         | 12 de agosto | 17:00 | RCN |
| Cúcuta       | 4 : 0 | Santa Fe       | Santiago de las Atalayas | 14 de agosto | 15:15 | FPC |
| Medellín     | 2 : 0 | Patriotas      | Atanasio Girardot        | 15 de agosto | 17:30 | FPC |

| Huila          | 0 : 0 | Cúcuta       | Guillermo Plazas Alcid | 17 de agosto | 21:45 | FPC |
| Patriotas      | 2 : 2 | Quindío      | La Independencia       | 18 de agosto | 15:15 | FPC |
| Santa Fe       | 1 : 1 | Medellín     | El Campín              | 18 de agosto | 17:30 | RCN |
| Envigado       | 1 : 2 | Pasto        | Polideportivo Sur      | 18 de agosto | 17:30 | FPC |
| Nacional       | 0 : 0 | Millonarios  | Atanasio Girardot      | 18 de agosto | 19:45 | FPC |
| Real Cartagena | 3 : 1 | Itagüí       | Jaime Morón León       | 19 de agosto | 15:00 | FPC |
| Cali           | 1 : 1 | Junior       | Pascual Guerrero       | 19 de agosto | 17:00 | RCN |
| La Equidad     | 1 : 0 | Tolima       | Metropolitano de Techo | 19 de agosto | 17:00 | FPC |
| Once Caldas    | 5 : 2 | Boyacá Chicó | Palogrande             | 19 de agosto | 19:00 | FPC |

| Medellín        | 0 : 0 | Huila          | Atanasio Girardot        | 24 de agosto | 21:45 | FPC |
| Itagüí          | 2 : 0 | Cali           | Ciudad de Itagüí         | 25 de agosto | 15:15 | FPC |
| Deportes Tolima | 1 : 3 | Nacional       | Manuel Murillo Toro      | 25 de agosto | 17:30 | RCN |
| Pasto           | 1 : 1 | Patriotas      | Departamental Libertad   | 25 de agosto | 17:15 | FPC |
| Quindío         | 1 : 0 | Santa Fe       | Centenario               | 25 de agosto | 19:15 | FPC |
| Junior          | 2 : 0 | Envigado       | Metropolitano            | 25 de agosto | 19:45 | FPC |
| Cúcuta          | 1 : 3 | La Equidad     | Santiago de las Atalayas | 26 de agosto | 15:15 | FPC |
| Millonarios     | 2 : 1 | Once Caldas    | El Campín                | 26 de agosto | 17:00 | RCN |
| Boyacá Chicó    | 3 : 0 | Real Cartagena | La Independencia         | 26 de agosto | 17:30 | FPC |

| Huila          | 0 : 1 | Quindío      | Guillermo Plazas Alcid | 28 de agosto    | 21:00 | FPC |
| Santa Fe       | 2 : 0 | Pasto        | El Campín              | 28 de agosto    | 21:00 | FPC |
| Itagüí         | 1 : 1 | Junior       | Ciudad de Itagüí       | 29 de agosto    | 15:30 | FPC |
| La Equidad     | 1 : 3 | Medellín     | Metropolitano de Techo | 29 de agosto    | 17:45 | FPC |
| Cali           | 2 : 3 | Boyacá Chicó | Pascual Guerrero       | 29 de agosto    | 20:00 | FPC |
| Real Cartagena | 0 : 2 | Millonarios  | Jaime Morón León       | 29 de agosto    | 20:00 | FPC |
| Nacional       | 1 : 1 | Cúcuta       | Atanasio Girardot      | 29 de agosto    | 20:00 | FPC |
| Once Caldas    | 0 : 1 | Tolima       | Palogrande             | 8 de septiembre | 17:00 | FPC |
| Patriotas      | 1 : 2 | Envigado     | La Independencia       | 9 de septiembre | 15:30 | FPC |

| Pasto        | 3 : 1 | Huila          | Libertad                 | 31 de agosto     | 21:45 | FPC |
| Cúcuta       | 4 : 1 | Once Caldas    | Santiago de las Atalayas | 1 de septiembre  | 15:15 | FPC |
| Envigado     | 1 : 1 | Santa Fe       | Polideportivo Sur        | 1 de septiembre  | 17:30 | RCN |
| Medellín     | 0 : 3 | Nacional       | Atanasio Girardot        | 1 de septiembre  | 19:45 | FPC |
| Junior       | 4 : 3 | Patriotas      | Metropolitano            | 2 de septiembre  | 15:00 | FPC |
| Millonarios  | 0 : 0 | Cali           | El Campín                | 2 de septiembre  | 17:00 | RCN |
| Tolima       | 2 : 1 | Real Cartagena | Manuel Murillo Toro      | 2 de septiembre  | 17:00 | FPC |
| Quindío      | 1 : 1 | La Equidad     | Centenario               | 2 de septiembre  | 19:00 | FPC |
| Boyacá Chicó | 1 : 1 | Itagüí         | La Independencia         | 19 de septiembre | 20:45 | FPC |

| Cali           | 1 : 3 | Tolima      | Pascual Guerrero       | 14 de septiembre | 20:45 | FPC |
| Itagüí         | 1 : 0 | Millonarios | Ciudad de Itagüí       | 15 de septiembre | 15:15 | FPC |
| Once Caldas    | 0 : 1 | Medellín    | Palogrande             | 15 de septiembre | 17:30 | RCN |
| La Equidad     | 2 : 0 | Pasto       | Metropolitano de Techo | 15 de septiembre | 17:30 | FPC |
| Huila          | 1 : 0 | Envigado    | Guillermo Plazas Alcid | 15 de septiembre | 19:45 | FPC |
| Nacional       | 1 : 1 | Quindío     | Atanasio Girardot      | 16 de septiembre | 15:00 | FPC |
| Real Cartagena | 0 : 1 | Cúcuta      | Jaime Morón León       | 16 de septiembre | 17:00 | FPC |
| Santa Fe       | 2 : 1 | Patriotas   | El Campín              | 16 de septiembre | 17:00 | RCN |
| Boyacá Chicó   | 1 : 1 | Junior      | La Independencia       | 16 de septiembre | 19:00 | FPC |

| Once Caldas    | 1 : 3 | Quindío      | Palogrande                | 21 de septiembre | 19:45 | FPC |
| Patriotas      | 1 : 0 | Boyacá Chicó | La independencia          | 22 de septiembre | 16:00 | FPC |
| Santa Fe       | 1 : 2 | Millonarios  | El Campín                 | 22 de septiembre | 18:15 | RCN |
| Huila          | 0 : 0 | Tolima       | Guillermo Plazas Alcid    | 22 de septiembre | 18:15 | FPC |
| Pasto          | 3 : 0 | Cali         | Departamental La Libertad | 22 de septiembre | 20:45 | FPC |
| Nacional       | 2 : 2 | Medellín     | Atanasio Girardot         | 23 de septiembre | 15:00 | FPC |
| Real Cartagena | 1 : 3 | Junior       | Jaime Morón León          | 23 de septiembre | 17:00 | RCN |
| La Equidad     | 3 : 1 | Cúcuta       | Metropolitano de Techo    | 23 de septiembre | 17:00 | FPC |
| Envigado       | 0 : 0 | Itagüí       | Polideportivo Sur         | 23 de septiembre | 19:00 | FPC |

| Cúcuta      | 1 : 2 | Cali           | Santiago de las Atalayas | 26 de septiembre | 15:15 | FPC |
| Envigado    | 1 : 1 | La Equidad     | Polideportivo Sur        | 26 de septiembre | 17:45 | FPC |
| Medellín    | 5 : 0 | Real Cartagena | Atanasio Girardot        | 26 de septiembre | 20:15 |     |
| Patriotas   | 1 : 0 | Huila          | La Independencia         | 26 de septiembre | 20:15 |     |
| Junior      | 1 : 1 | Santa Fe       | Metropolitano            | 26 de septiembre | 20:15 | FPC |
| Quindío     | 0 : 1 | Once Caldas    | Centenario               | 26 de septiembre | 20:15 |     |
| Tolima      | 1 : 2 | Itagüí         | Manuel Murillo Toro      | 26 de septiembre | 20:15 |     |
| Millonarios | 0 : 1 | Boyacá Chicó   | El Campín                | 26 de septiembre | 20:15 |     |
| Pasto       | 0 : 2 | Nacional       | Libertad                 | 27 de septiembre | 21:30 | FPC |

| Real Cartagena | 2 : 1 | Quindío   | Jaime Morón León       | 29 de septiembre | 16:30 | FPC |
| Boyacá Chicó   | 1 : 1 | Tolima    | La Independencia       | 29 de septiembre | 18:30 | FPC |
| Millonarios    | 2 : 0 | Junior    | El Campín              | 29 de septiembre | 18:30 | RCN |
| Cali           | 2 : 0 | Medellín  | Pascual Guerrero       | 29 de septiembre | 20:30 | FPC |
| La Equidad     | 2 : 1 | Patriotas | Metropolitano de techo | 30 de septiembre | 13:00 | FPC |
| Itagüí         | 0 : 0 | Cúcuta    | Ciudad de Itagüí       | 30 de septiembre | 15:00 | FPC |
| Nacional       | 1 : 0 | Envigado  | Atanasio Girardot      | 30 de septiembre | 17:00 | FPC |
| Huila          | 2 : 0 | Santa Fe  | Guillermo Plazas Alcid | 30 de septiembre | 17:00 | RCN |
| Once Caldas    | 2 : 1 | Pasto     | Palogrande             | 30 de septiembre | 19:00 | FPC |

| Cúcuta    | 2 : 0 | Boyacá Chicó   | Santiago de las Atalayas | 3 de octubre  | 15:00 |  |
| Envigado  | 2 : 1 | Once Caldas    | Polideportivo Sur        | 3 de octubre  | 17:00 |  |
| Quindío   | 2 : 1 | Cali           | Centenario               | 3 de octubre  | 19:00 |  |
| Medellín  | 0 : 1 | Itagüí         | Atanasio Girardot        | 3 de octubre  | 19:00 |  |
| Junior    | 4 : 0 | Huila          | Metropolitano            | 3 de octubre  | 19:00 |  |
| Pasto     | 0 : 0 | Real Cartagena | Libertad                 | 3 de octubre  | 19:00 |  |
| Patriotas | 0 : 3 | Nacional       | La Independencia         | 3 de octubre  | 19:00 |  |
| Santa Fe  | 1 : 2 | La Equidad     | El Campín                | 4 de octubre  | 20:45 |  |
| Tolima    | 0 : 0 | Millonarios    | Manuel Murillo Toro      | 25 de octubre | 20:45 |  |

| Tolima         | 2 : 2 | Junior    | Manuel Murillo Toro    | 6 de octubre | 16:15 | FPC |
| Millonarios    | 1 : 0 | Cúcuta    | El Campín              | 6 de octubre | 18:30 | RCN |
| Real Cartagena | 2 : 3 | Envigado  | Jaime Morón León       | 6 de octubre | 18:30 | FPC |
| Cali           | 0 : 1 | Pasto     | Pascual Guerrero       | 6 de octubre | 20:45 | FPC |
| Itagüí         | 4 : 0 | Quindío   | Ciudad de Itagüí       | 7 de octubre | 13:00 | FPC |
| Nacional       | 2 : 2 | Santa Fe  | Atanasio Girardot      | 7 de octubre | 15:00 | FPC |
| Boyacá Chicó   | 1 : 0 | Medellín  | La Independencia       | 7 de octubre | 17:00 | RCN |
| Once Caldas    | 1 : 1 | Patriotas | Palogrande             | 7 de octubre | 17:00 | FPC |
| La Equidad     | 5 : 1 | Huila     | Metropolitano de Techo | 7 de octubre | 19:00 | FPC |

| Cúcuta    | 0 : 5 | Tolima         | Santiago de las Atalayas | 13 de octubre | 15:15 | FPC |
| Huila     | 0 : 0 | Nacional       | Guillermo Plazas Alcid   | 13 de octubre | 17:30 | RCN |
| Pasto     | 1 : 1 | Itagüí         | Libertad                 | 13 de octubre | 17:30 | FPC |
| Quindío   | 4 : 1 | Boyacá Chicó   | Centenario               | 13 de octubre | 19:45 | FPC |
| Medellín  | 1 : 1 | Millonarios    | Atanacio Girardot        | 14 de octubre | 15:00 | FPC |
| Santa Fe  | 2 : 0 | Once Caldas    | El Campín                | 14 de octubre | 17:00 | RCN |
| Patriotas | 1 : 1 | Real Cartagena | La Independencia         | 14 de octubre | 17:00 | FPC |
| Envigado  | 0 : 0 | Cali           | Polideportivo Sur        | 14 de octubre | 19:00 | FPC |
| Junior    | 0 : 0 | La Equidad     | Metropolitano            | 17 de octubre | 21:00 | FPC |

| Real Cartagena | 2 : 1 | Santa Fe   | Jaime Morón León    | 19 de octubre | 20:45 | FPC |
| Itagüí         | 1 : 1 | Envigado   | Ciudad de Itagüí    | 20 de octubre | 15:15 | FPC |
| Millonarios    | 2 : 1 | Quindío    | El Campín           | 20 de octubre | 17:30 | RCN |
| Cali           | 3 : 0 | Patriotas  | Pascual Guerrero    | 20 de octubre | 17:30 | FPC |
| Boyacá Chicó   | 1 : 1 | Pasto      | La Independencia    | 20 de octubre | 19:45 | FPC |
| Cúcuta         | 1 : 1 | Junior     | General Santander   | 21 de octubre | 15:00 | FPC |
| Tolima         | 2 : 1 | Medellín   | Manuel Murillo Toro | 21 de octubre | 17:00 | RCN |
| Nacional       | 0 : 0 | La Equidad | Atanasio Girardot   | 21 de octubre | 17:00 | FPC |
| Once Caldas    | 3 : 1 | Huila      | Palogrande          | 21 de octubre | 19:00 | FPC |

| La Equidad | 1 : 0 | Once Caldas    | Metropolitano de Techo         | 26 de octubre | 19:00 | FPC |
| Envigado   | 0 : 0 | Boyacá Chicó   | Polideportivo Sur              | 27 de octubre | 16:00 | FPC |
| Santa Fe   | 1 : 0 | Cali           | El Campín                      | 27 de octubre | 18:00 | RCN |
| Patriotas  | 1 : 0 | Itagüí         | La Independencia               | 27 de octubre | 18:00 | FPC |
| Junior     | 1 : 0 | Nacional       | Metropolitano Roberto Melendez | 27 de octubre | 20:00 | FPC |
| Medellín   | 1 : 1 | Cúcuta         | Atanasio Girardot              | 28 de octubre | 15:00 | FPC |
| Huila      | 1 : 1 | Real Cartagena | Guillermo Plazas Alcid         | 28 de octubre | 17:00 | FPC |
| Pasto      | 3 : 1 | Millonarios    | Libertad                       | 28 de octubre | 17:00 | RCN |
| Quindío    | 1 : 2 | Tolima         | Centenario                     | 28 de octubre | 19:00 | FPC |

| Itagüí         | 0 : 0 | Santa Fe   | Ciudad de Itagüí    | 3 de noviembre | 15:15 | FPC |
| Millonarios    | 2 : 0 | Envigado   | El Campín           | 3 de noviembre | 17:30 | FPC |
| Once Caldas    | 0 : 2 | Nacional   | Palogrande          | 3 de noviembre | 17:30 | RCN |
| Tolima         | 2 : 1 | Pasto      | Manuel Murillo Toro | 3 de noviembre | 19:45 | FPC |
| Cúcuta         | 1 : 0 | Quindío    | General Santander   | 4 de noviembre | 15:00 | FPC |
| Boyacá Chicó   | 0 : 1 | Patriotas  | La Independencia    | 4 de noviembre | 15:00 | FPC |
| Real Cartagena | 0 : 2 | La Equidad | Jaime Morón León    | 4 de noviembre | 15:00 | FPC |
| Medellín       | 2 : 1 | Junior     | Atanasio Girardot   | 4 de noviembre | 17:00 | FPC |
| Cali           | 3 : 2 | Huila      | Pascual Guerrero    | 4 de noviembre | 17:00 | FPC |

| Patriotas  | 0 : 2 | Millonarios    | La Independencia       | 10 de noviembre | 16:15 | FPC |
| Junior     | 2 : 0 | Once Caldas    | Metropolitano          | 10 de noviembre | 18:30 | FPC |
| La Equidad | 1 : 1 | Cali           | Metropolitano de Techo | 10 de noviembre | 18:30 | RCN |
| Huila      | 2 : 3 | Itagüí         | Guillermo Plazas Alcid | 10 de noviembre | 18:30 | FPC |
| Envigado   | 2 : 0 | Tolima         | Polideportivo Sur      | 10 de noviembre | 18:30 | FPC |
| Nacional   | 2 : 1 | Real Cartagena | Atanasio Girardot      | 10 de noviembre | 20:45 | FPC |
| Santa Fe   | 1 : 0 | Boyacá Chicó   | Metropolitano de Techo | 11 de noviembre | 15:00 | FPC |
| Pasto      | 2 : 1 | Cúcuta         | Libertad               | 11 de noviembre | 15:00 | FPC |
| Quindío    | 1 : 3 | Medellín       | Centenario             | 11 de noviembre | 15:00 | RCN |

## Cuadrangulares semifinales
- La hora de cada encuentro corresponde al huso horario que rige a Colombia (UTC-5)

La segunda fase del Torneo Finalización 2012 consistirá en los cuadrangulares semifinales. Estos los disputarán los ocho mejores equipos del torneo distribuidos en dos grupos de cuatro equipos. Los dos primeros de la fase todos contra todos, son cabeza de los grupos A y B, respectivamente, mientras que los seis restantes entrarán en sorteo entre sí según su posición para integrar los dos grupos. Los ganadores de cada grupo de los cuadrangulares se enfrentarán en la gran final para definir al campeón. En caso de empate la posición se le asignará al equipo que haya terminado mejor ubicado en la tabla de la fase todos contra todos.
|  | Clasificados a la final. |
|  | Eliminados.              |

### Grupo A
| Pos | Equipo          | Pts | PJ | PG | PE | PP | GF | GC | Dif |
| --- | --------------- | --- | -- | -- | -- | -- | -- | -- | --- |
| 1.  | Millonarios     | 10  | 6  | 3  | 1  | 2  | 8  | 6  | +2  |
| 2.  | Deportivo Pasto | 10  | 6  | 3  | 1  | 2  | 8  | 7  | +1  |
| 3.  | Atlético Junior | 8   | 6  | 2  | 2  | 2  | 5  | 6  | -1  |
| 4.  | Deportes Tolima | 5   | 6  | 1  | 2  | 3  | 6  | 8  | -2  |

 Pts=Puntos; PJ=Partidos jugados; G=Partidos ganados; E=Partidos empatados; P=Partidos perdidos; GF=Goles a favor; GC=Goles en contra; DIF=Diferencia de gol
| Primera | Junior      | 2 : 1 | Millonarios | Metropolitano       | 18 de noviembre | 15:30 | FPC |
| Primera | Tolima      | 3 : 0 | Pasto       | Manuel Murillo Toro | 18 de noviembre | 17:00 | RCN |
| Segunda | Pasto       | 1 : 0 | Junior      | Libertad            | 21 de noviembre | 17:45 | FPC |
| Segunda | Millonarios | 3 : 0 | Tolima      | El Campín           | 28 de noviembre | 19:30 | FPC |
| Tercera | Pasto       | 3 : 1 | Millonarios | Libertad            | 25 de noviembre | 17:00 | RCN |
| Tercera | Tolima      | 0 : 1 | Junior      | Manuel Murillo Toro | 25 de noviembre | 17:00 | FPC |
| Cuarta  | Junior      | 1 : 1 | Tolima      | Metropolitano       | 2 de diciembre  | 14:45 | RCN |
| Cuarta  | Millonarios | 1 : 0 | Pasto       | El Campín           | 2 de diciembre  | 17:00 | RCN |
| Quinta  | Tolima      | 1 : 2 | Millonarios | Manuel Murillo Toro | 5 de diciembre  | 17:00 | FPC |
| Quinta  | Junior      | 1 : 3 | Pasto       | Metropolitano       | 5 de diciembre  | 20:30 | FPC |
| Sexta   | Millonarios | 0 : 0 | Junior      | El Campín           | 9 de diciembre  | 17:00 | RCN |
| Sexta   | Pasto       | 1 : 1 | Tolima      | Libertad            | 9 de diciembre  | 17:00 | FPC |

### Grupo B
| Pos | Equipo            | Pts | PJ | PG | PE | PP | GF | GC | Dif |
| --- | ----------------- | --- | -- | -- | -- | -- | -- | -- | --- |
| 1.  | Indep. Medellín   | 11  | 6  | 3  | 2  | 1  | 4  | 4  | 0   |
| 2.  | Atlético Nacional | 10  | 6  | 3  | 1  | 2  | 6  | 4  | +2  |
| 3.  | Itagüí Ditaires   | 7   | 6  | 2  | 1  | 3  | 4  | 4  | 0   |
| 4.  | La Equidad        | 6   | 6  | 2  | 0  | 4  | 5  | 7  | -2  |

 Pts=Puntos; PJ=Partidos jugados; G=Partidos ganados; E=Partidos empatados; P=Partidos perdidos; GF=Goles a favor; GC=Goles en contra; DIF=Diferencia de gol
| Primera | La Equidad | 0 : 2 | Nacional   | El Campín         | 17 de noviembre | 17:00 | RCN |
| Primera | Medellín   | 0 : 0 | Itagüí     | Atanasio Girardot | 17 de noviembre | 19:15 | FPC |
| Segunda | Itagüí     | 0 : 1 | La Equidad | Ciudad de Itagüí  | 21 de noviembre | 15:00 | FPC |
| Segunda | Nacional   | 0 : 1 | Medellín   | Atanasio Girardot | 21 de noviembre | 20:00 | FPC |
| Tercera | Itagüí     | 2 : 0 | Nacional   | Ciudad de Itagüí  | 24 de noviembre | 15:30 | RCN |
| Tercera | La Equidad | 3 : 0 | Medellín   | El Campín         | 24 de noviembre | 17:30 | FPC |
| Cuarta  | Medellín   | 1 : 0 | La Equidad | Atanasio Girardot | 2 de diciembre  | 19:00 | FPC |
| Cuarta  | Nacional   | 1 : 0 | Itagüí     | Atanasio Girardot | 3 de diciembre  | 18:30 | FPC |
| Quinta  | La Equidad | 1 : 2 | Itagüí     | El Campín         | 6 de diciembre  | 18:15 | FPC |
| Quinta  | Medellín   | 1 : 1 | Nacional   | Atanasio Girardot | 6 de diciembre  | 20:30 | FPC |
| Sexta   | Nacional   | 2 : 0 | La Equidad | Atanasio Girardot | 9 de diciembre  | 14:45 |     |
| Sexta   | Itagüí     | 0 : 1 | Medellín   | Ciudad de Itagüí  | 9 de diciembre  | 14:45 | RCN |

## Final
- La hora de cada encuentro corresponde al huso horario que rige a Colombia (UTC-5)

La tercera y última fase del Torneo Finalización 2012 corresponde a la gran final la cual es disputada entre los dos equipos que triunfaron en cada cuadrangular. La localía del partido de vuelta le corresponderá al equipo que mejor puntaje haya obtenido sumando los puntajes de la fase todos contra todos y de la fase del cuadrangular.
| 12 de diciembre de 2012 | Independiente Medellín | 0:0     | Millonarios | Estadio Atanasio Girardot, Medellín |                         |
|                         |                        | Reporte |             | Árbitro(s): Juan Pontón             | Árbitro(s): Juan Pontón |

| 16 de diciembre de 2012 | Millonarios                                              | 1:1 (5:4 p.)               | Independiente Medellín                                      | Estadio El Campín, Bogotá |                          |
|                         | Cosme 44'                                                | Reporte                    | Zapata 51'                                                  | Árbitro(s): Luis Sánchez  | Árbitro(s): Luis Sánchez |
|                         |                                                          | Tiros desde el punto penal |                                                             |                           |                          |
|                         | Rentería · Franco · Ortiz · Vásquez · Otálvaro · Delgado |                            | Hernández · Herner · Henríquez · Guillermo · Arias · Correa |                           |                          |

|                                 |
| Bandera de Colombia             |
| Campeón Millonarios 14.º título |

## Goleadores
| Jugador                | Equipo                 | Goles |
| ---------------------- | ---------------------- | ----- |
| Germán Cano            | Independiente Medellín | 9     |
| Carmelo Valencia       | La Equidad             | 9     |
| Henry Hernández        | Cúcuta Deportivo       | 9     |
| Wilberto Cosme         | Millonarios            | 8     |
| Robin Ramírez          | Deportes Tolima        | 7     |
| Luis Fernando Mosquera | Atlético Nacional      | 7     |
| Juan Fernando Caicedo  | Deportes Quindío       | 7     |
| Edwin Móvil            | Boyacá Chicó           | 6     |
| Christian Marrugo      | Deportes Tolima        | 6     |
| Marco Lazaga           | Patriotas              | 6     |

## Clasificación a torneos internacionales
| Clasificado como | Copa Libertadores 2013 | Copa Sudamericana 2013 |
| ---------------- | ---------------------- | ---------------------- |
| Colombia 1       | Santa Fe               | Atlético Nacional      |
| Colombia 2       | Millonarios            | La Equidad             |
| Colombia 3       | Deportes Tolima        | Deportivo Pasto        |
| Colombia 4       | -                      | Itagüí Ditaires        |

## Cambios de categoría
| Ascendido a la Primera A | Descendido a la Primera B |
| ------------------------ | ------------------------- |
| Alianza Petrolera        | Real Cartagena            |